# Epizeuxis forbesi
Epizeuxis forbesi là một loài bướm đêm trong họ Noctuidae.